# El-Cobre-Dammbruch
Koordinaten: 32° 38′ 36″ S, 71° 10′ 10″ W
Am 28. März 1965 kam es bei El Cobre in Chile bei einem Erdbeben zu einem Dammbruch. Mehrere Dämme von Absetzbecken einer Kupfermine brachen, weil sich das Schüttmaterial durch die Erschütterungen verflüssigte (Liquefaktion). Es gab mindestens 200 Tote.
Die detaillierten Angaben sind in verschiedenen Quellen widersprüchlich, evtl. teilweise identisch und werden im Folgenden genannt:
- Beim neuen Damm ("El Cobre New Dam") rutschten 350.000 Kubikmeter ab und bewegten sich 12 km talabwärts, wobei die Stadt El Cobre durch die Schlammmassen zerstört wurde und mehr als 200 Menschen umkamen.
- Bei einem anderen, älteren Damm ("El Cobre Old Dam") rutschten 1,9 Millionen Kubikmeter ab.
- Am "La Patagua New Dam" rutschten 35.000 m³ fünf km weit.
- Am "Los Maquis Dam" rutschten 21.000 m³ fünf km weit.